# Rostrum Peak
Rostrum Peak är en bergstopp i Kanada.   Den ligger i provinsen British Columbia, i den centrala delen av landet, 3 100 km väster om huvudstaden Ottawa. Toppen på Rostrum Peak är 3 243 meter över havet, eller 19 meter över den omgivande terrängen. Bredden vid basen är 0,06 km. Rostrum Peak ingår i Rocky Mountains.
Terrängen runt Rostrum Peak är huvudsakligen mycket bergig.Trakten runt Rostrum Peak är nära nog obefolkad, med mindre än två invånare per kvadratkilometer.. Det finns inga samhällen i närheten. 
I omgivningarna runt Rostrum Peak växer i huvudsak barrskog.